# Венец (анатомия)
 Тази статия е за Зъбен венец.  За Венец вижте Венец.  
Венец е месестата обвивка на челюстта при корените на зъбите. Хистологически, венецът се състои от многослоен плосък епител. Здравето на венците може да влияе на цялостното здраве на организма.

## Заболявания на зъбния венец
Състоянието на венците е от съществено значение за запазване на зъбите. Здравите венци могат да се познаят по цвета – те са розови, а не червени и кървавочервени.
Най-голямата заплаха за венците е зъбната плака. Тя се състои от микроорганизми – 70%, и смесица от продукти на бактериалната активност, протеини от слюнката, въглехидрати, остатъци от храна, клетки от венците и др. – 30%. Когато зъбната плака в продължение на много време не се почиства добре, това води до гингивит (възпаление на венците), пародонтит (пародонтоза) и в крайна сметка до загуба на зъбите.
Най-застрашени от тези заболявания са следните групи:
- Хормонални промени в течение на жизнения цикъл на жената – пубертет, бременност и менопауза, правят развитието на гингивит по-лесно. Повлиян от хормони гингивит, се появява при някои подрастващи, често при бременни жени и като нежелана реакция при ползване на перорални противозачатъчни средства. Значима прогресия на свързания с бременността гингивит може да доведе до по-тежка пародонтална болест.
- Пушенето е един от най-значимите рискови фактори за развитие на пародонтални заболявания. На това се дължат половината от случаите на парадонтити. В сравнение с непушачите, при пушачите индексът на плаката е по-висок, а тежестта на гингивита – по-голяма. Хората, които продължават да пушат, с по-голяма вероятност развиват напреднала форма на пародонтит.
- Захарният диабет повишава податливостта и влошава тежестта и прогрсията на пародонталната болест. Съвременни научни изследвания сочат, че самите пародонтални заболявания могат да влошат диабета, като затруднят контрола на нивата на кръвната захар.